# Pauline Ferrand-Prévot
Pauline Fernando-Prévot (født 10. februar 1992) er en fransk cykelrytter. Som 23-årig i 2015 var hun den første cykelrytter, der samtidig var verdensmester i landevejscykling, cykelcross og cross country-cykling.